# Tugimaantee 51
De Tugimaantee 51 is een secundaire weg in Estland. De weg loopt van Viljandi naar Põltsamaa en is 43,4 kilometer lang. 